# Safari (canção)
"Safari" é uma canção do cantor colombiano J Balvin do seu quarto álbum de estúdio, Energía (2016). Apresentando o cantor americano Pharrell Williams, o rapper porto-riquenho Bia e seu frequente produtor musical Sky, a faixa foi lançada pela Capitol Latin em 17 de junho de 2016 como o terceiro single do álbum. Foi escrito por J Balvin, Bia, Alejandro Ramírez, Jesse Huerta e Williams, que também produziram a música.

## Desempenho nas tabelas musicais

### Posições
| Chart (2016–17)                                           | Maior posição |
| --------------------------------------------------------- | ------------- |
| Argentina (Monitor Latino)                                | 15            |
| Argentina (CAPIF)                                         | 5             |
| Chile (Monitor Latino)                                    | 10            |
| Colômbia (National-Report)                                | 5             |
| Equador (Monitor Latino)                                  | 3             |
| Equador (National-Report)                                 | 7             |
| Espanha (PROMUSICAE)                                      | 1             |
| Estados Unidos (Hot Latin Songs)                          | 3             |
| Estados Unidos (Billboard Bubbling Under Hot 100 Singles) | 7             |
| França (SNEP)                                             | 132           |
| Itália (FIMI)                                             | 26            |
| México (Monitor Latino)                                   | 1             |
| México (Billboard Mexico Airplay)                         | 1             |
| Paraguai (Monitor Latino)                                 | 4             |
| Portugal (AFP)                                            | 76            |
| República Dominicana (Monitor Latino)                     | 8             |
| República Dominicana (Rádio Top 100)                      | 96            |
| Suíça (Swiss Singles Chart)                               | 76            |
| Uruguai (Monitor Latino)                                  | 4             |

## Vendas e certificações
| Região | Certificação | Vendas/distribuição |
| --- | ------------ | ------------------- |
| Espanha (PROMUSICAE) | 4× Platina   | 100,000 ^           |
| Itália (FIMI) | 2× Platina   | 160,000 ‡           |
| *vendas baseadas apenas na certificação ^distribuições baseadas apenas na certificação ‡dados de streaming baseados somente em certificação |              |                     |